# Ernst Yelin
Ernst Yelin (* 5. März 1900 in Stuttgart; † 26. November 1991 in München) war ein deutscher Bildhauer.

## Leben
Yelin entstammte einer Stuttgarter Künstlerfamilie. Sein Vater war der Kirchenmaler Rudolf Yelin der Ältere (1864–1940), sein Bruder der Glasmaler Rudolf Yelin der Jüngere (1902–1991). 
Ernst Yelin besuchte die Stuttgarter Kunstgewerbeschule und von 1922 bis 1927 die Stuttgarter Kunstakademie unter Ludwig Habich. Um 1922 verdingte er sich während der Inflation als Schöpfer von Bildnisplaketten. Nach dem Abschluss der Akademie arbeitete er im väterlichen Betrieb und schuf Grabmäler, Gartenfiguren, Kriegerdenkmäler in privatem und öffentlichem Auftrag, wobei er insbesondere auf Reliefplastiken spezialisiert war. 
Zu seinen ersten größeren Aufträgen zählte 1926 gemeinsam mit seinem Bruder Rudolf die Wiederherstellung der Nikolauskapelle in Calw. Über den Gewinn von Wettbewerben erhielt er Aufträge für das Kriegerdenkmal in Sontheim sowie die Kriegerdenkmäler in Stuttgart-Bad Cannstatt und Metzingen, außerdem soldatischen Bildschmuck an der Kaserne in Reutlingen sowie zahlreiche Brunnen und Skulpturen für den öffentlichen Raum. Neben diesen großformatigen Werken hat er sich auch mit erotischen Kleinplastiken beschäftigt, von denen sich ca. 40 Stück in der Sammlung des Kunstvereins Bonn befinden.

## Werke im öffentlichen Raum
- Kriegerdenkmal, auf dem Friedhof Münster in Stuttgart-Münster
- Skulptur Der gute Kamerad, im 1933 errichteten Sontheimer Kriegerdenkmal
- Kruzifix (1949), in der Dionysiuskirche Böblingen
- Rekonstruktion des Hafenmarktbrunnens (1955), in Heilbronn
- Christusfigur aus Bronze (1958), in der Johanneskirche Wannweil
- Tanzende Mädchen (1966), Karl-Walser-Haus, Jägerhofallee 15, Ludwigsburg[2]

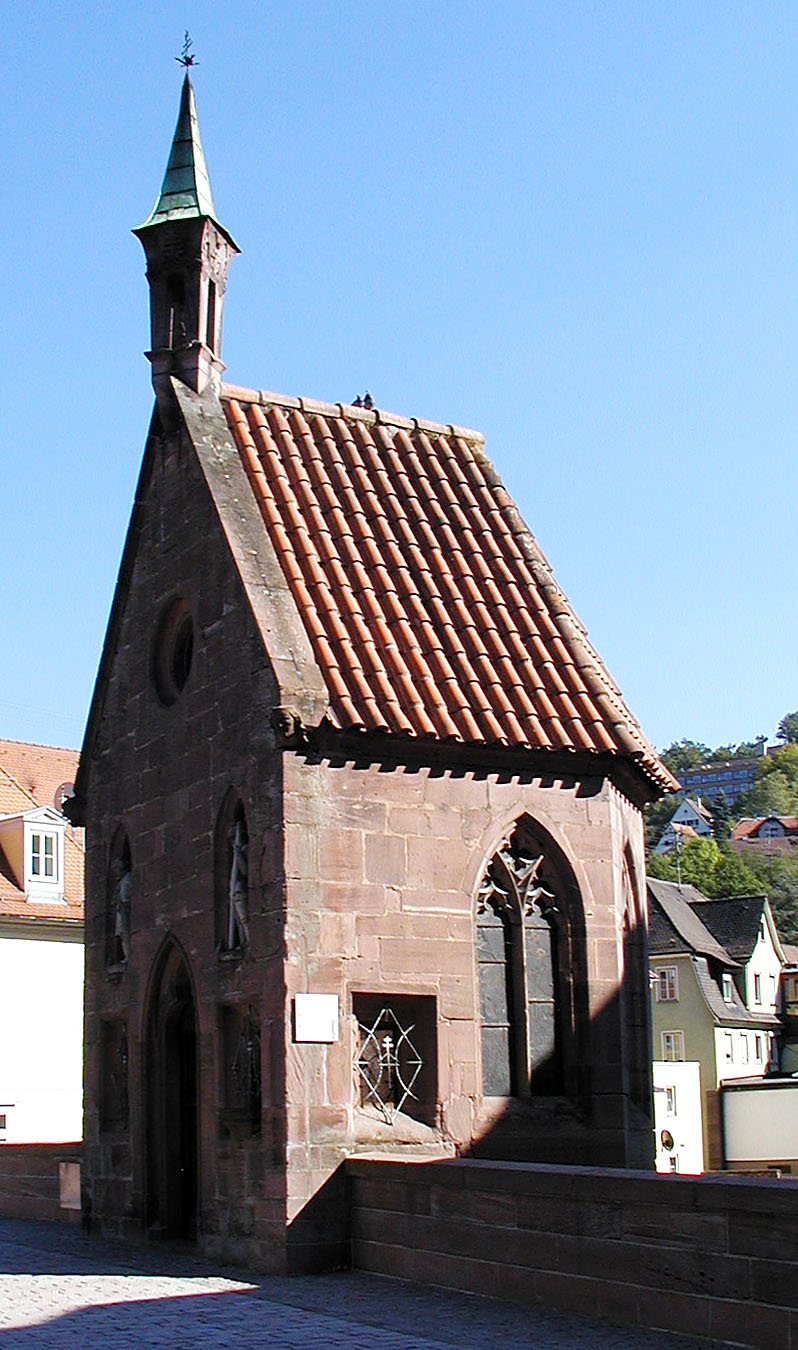
Nikolaikapelle Calw (Restaurierung 1926)
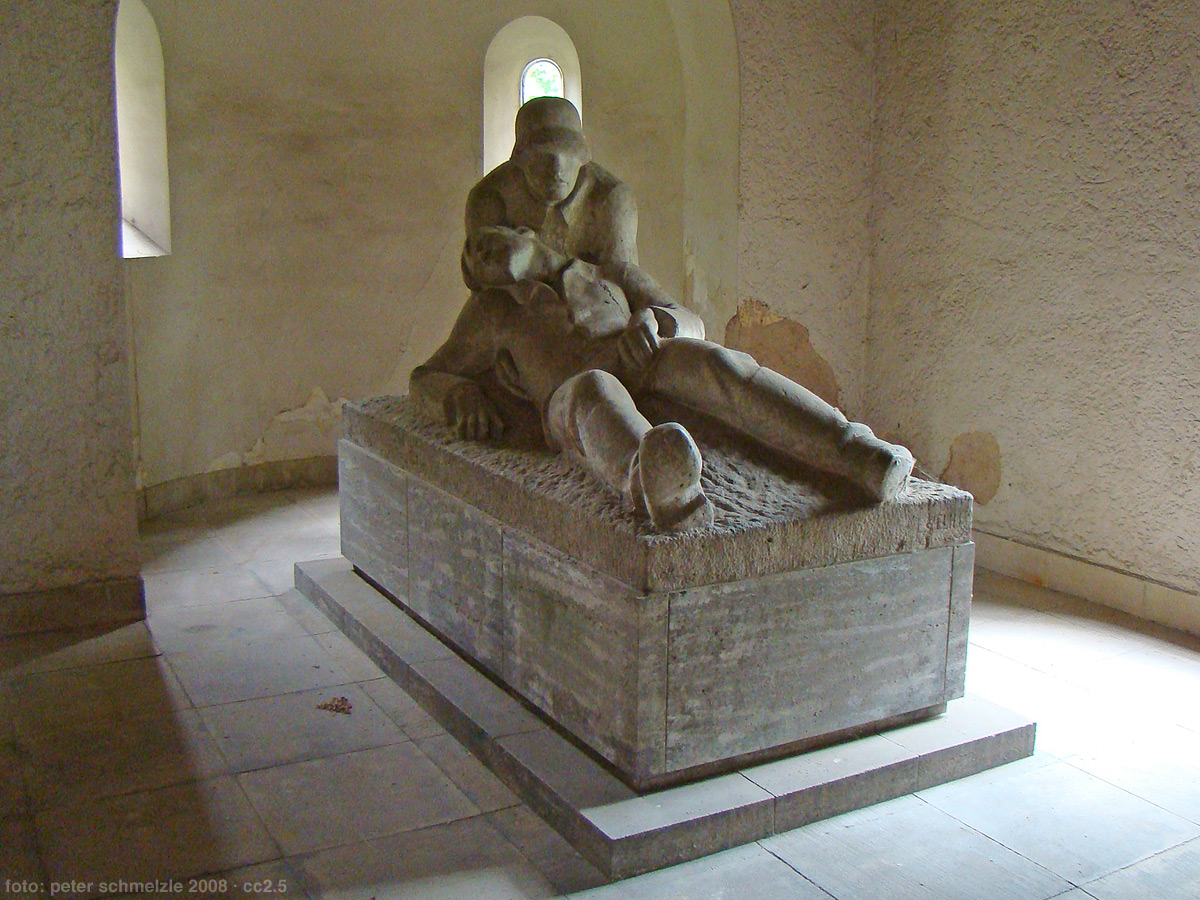
Plastik im Kriegerdenkmal Sontheim (1933)
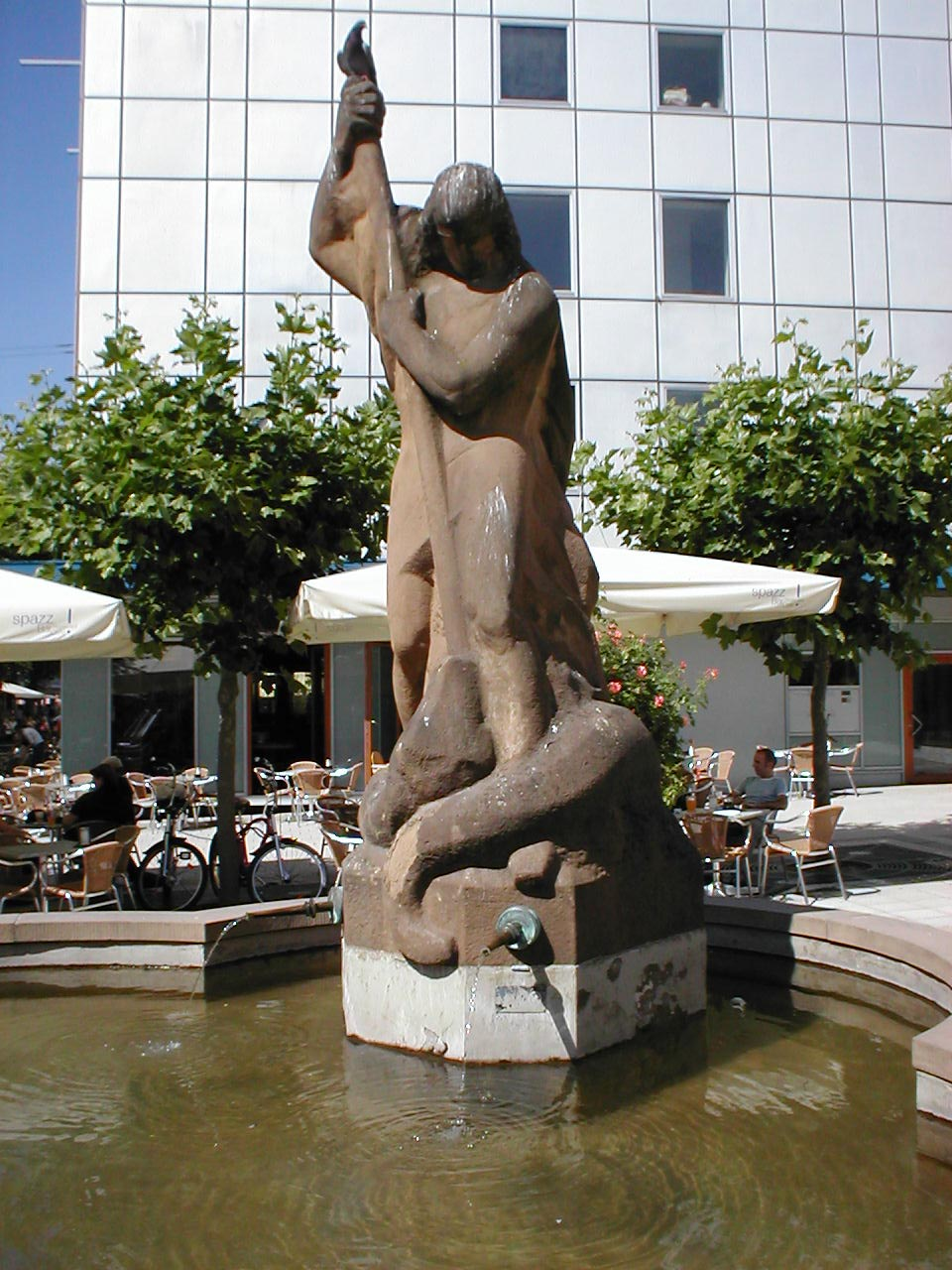
Hafenmarktbrunnen Heilbronn (1955)